# Cerefólio
O cerefólio ou cerefolho (Anthriscus cerefolium), é uma espécie de planta do género Anthriscus, na família Apiaceae, aparentada com a salsa. É nativa do Cáucaso, mas foi disseminada pelos romanos por toda a Europa, onde se naturalizou.

## Características
Planta cultivada, de carácter anual, cresce até aos 40–70 cm de altura, com folhas tripinadas. As pequenas flores brancas formam pequenas umbelas com 2,5–5 cm de diâmetro. O fruto, com cerca de 1 cm de comprimento, é oblongo e quando maduro adquire uma cor negra. A planta exala um aroma agradável.

## História
Era já conhecida por Plínio, o Velho, como cerefolium. O nome pode provir do grego anthos (flor) e rischos (sebes) pelo local onde habita, ou então de antherix (cana) pela forma do seu pistilo.

## Usos
É uma planta de uso culinário e em menor grau, medicinal. É diurética, carminativa, tónica e estimulante. Pode usar-se como substituto da salsa.
Alguns autores suspeitam que possa causar dermatite de contato e reações alérgicas, como a rinite alérgica.[carece de fontes?] Não deve ser confundida com Aethusa cynapium e Oenanthe croccata, as quais são muito tóxicas.
As folhas secas usam-se como especiarias, fazendo lembrar uma mistura de anis e alcarávia ou anis e salsa. As sementes são usadas no Norte de África como especiaria nos mesmos pratos que o coentro. Também é usado como corante amarelo.

## Sinónimos
- Anthriscus longirostris Bertol.[3]